# 丁亮 (学者)
丁亮（英語：Eric Liang Feigl-Ding，1983年3月28日—），美国华裔公共卫生专家。现为新英格兰复杂系统研究所新型冠状病毒工作组主任。

## 生平
丁亮出生于上海，5岁时移民美国。他于2004年毕业于约翰斯·霍普金斯大学。后赴哈佛大学深造，2007年毕业并获流行病学与营养学双博士学位。此后曾进入波士顿大学医学院学习，但并未完成医学博士项目。
丁亮曾在哈佛大学医学院与哈佛大学陈曾熙公共卫生学院任研究员。他是Microclinic International首席卫生经济学家，并参与创办了世界卫生网络（World Health Network）。
2020年1月2019冠状病毒病爆发初期，丁亮便在推特上发出预警，提醒可能会发生的大流行。他的预测在推特上走红并获得了大量媒体的关注。因此，疫情期间他在推特上的相关发言都受到大量关注。